# Russisch slaapexperiment
Het Russisch slaapexperiment is een creepypasta die het verhaal vertelt van een fictief wetenschappelijk experiment uit het Sovjettijdperk waarin 5 proefpersonen werden blootgesteld aan een experimenteel slaapverhinderend stimulerend middel, dat de basis is geworden van een urban legend. Veel nieuwsorganisaties, waaronder Snopes, News.com.au en LiveAbout, traceren de oorsprong van het verhaal naar een website, nu bekend als de Creepypasta Wiki, waar het verhaal op 10 augustus 2010 werd geplaatst door een vooralsnog onbekende persoon met de gebruikersnaam OrangeSoda.

## Verhaal
Het verhaal gaat over een fictief militair gesanctioneerd wetenschappelijk experiment dat plaatsvond in 1947 in een geheime Sovjet-testfaciliteit. Vijf gevangenen, die als staatsgevaarlijk werden beschouwd, werden 30 dagen lang wakker gehouden in een verzegelde gaskamer. Ze kregen een experimentele stimulerende stof in gasvorm toegediend. De gevangenen werd beloofd dat ze uit de gevangenis zouden worden vrijgelaten als ze het experiment binnen de gespecificeerde 30 dagen zouden voltooien.
Gedurende de eerste 5 dagen gedroegen de proefpersonen zich normaal. Ze praatten met elkaar en communiceerden met de onderzoekers door het eenrichtingsglas. Na verloop van tijd begonnen de onderwerpen van hun gesprekken een steeds meer sinistere toon te krijgen. Na 9 dagen begon één proefpersoon ongecontroleerd te schreeuwen en bleef dit urenlang doen. De anderen reageerden niet op zijn uitbarsting. De man schreeuwde zo lang dat hij zijn stembanden scheurde en daardoor stom werd.
Toen een tweede proefpersoon begon te schreeuwen, verhinderden de anderen de onderzoekers om naar binnen te kijken door uitgescheurde boekpagina's met hun eigen uitwerpselen op de patrijspoorten te plakken. Er gingen een paar dagen voorbij zonder dat de onderzoekers naar binnen konden kijken, en in die tijd was de kamer volledig stil. De onderzoekers gebruikten de intercom om te controleren of de proefpersonen nog in leven waren, en kregen korte reacties van een proefpersoon die zei dat hij meewerkte.
Op de 15e dag besloten de onderzoekers het stimulerende gas af te sluiten en de kamer te heropenen. De proefpersonen wilden niet dat het gas dicht gedraaid werd omdat ze bang waren in slaap te vallen. Toen de onderzoekers naar binnen keken, ontdekten ze dat de vier overlevende proefpersonen zichzelf de afgelopen dagen dodelijk en ernstig verminkt en ontleed hadden, door onder andere het afscheuren van huid en spieren, het verwijderen van verschillende buikingewanden, zelfkannibalisme en het kannibaliseren van een ander proefpersoon. Ook stond de gaskamer blank met 10 cm bloederig water doordat verschillende afvoerkanalen waren verstopt met papier en stukken vlees van de tweede proefpersoon, die dood op de vloer werd aangetroffen zodra de kamer werd geopend.
De proefpersonen verzetten zich gewelddadig tegen de onderzoekers toen die hen uit de cel wilden halen en vroegen hen om door te gaan met het toedienen van het stimulerende middel. Bij de worsteling werd een soldaat werd gedood en een andere raakte ernstig gewond. Toen ze uiteindelijk uit de kamer waren verwijderd, bleken alle proefpersonen extreme kracht te hebben, ongekende weerstand tegen verdovende middelen, het vermogen om normaliter dodelijke verwondingen te overleven en een wanhopig verlangen om wakker en het stimulerende middel weer toegediend te krijgen. Er werd ook ontdekt dat wanneer een van de proefpersonen in slaap viel, hij zou sterven.
Nadat hun ernstige verwondingen provisorisch waren behandeld, waren de drie overlevenden bereid om, op bevel van de militaire functionarissen (zij het tegen de wens van de onderzoekers), terug te keren in de gaskamer met het stimulerende middel, terwijl EEG-monitoren periodieke korte momenten van hersendood lieten zien. Voordat de kamer werd verzegeld, viel een van de proefpersonen in slaap en stierf, en de enige overlevende proefpersoon die kon praten schreeuwde om onmiddellijk in de kamer te worden verzegeld. De legeraanvoerder gaf aan drie onderzoekers de opdracht om zich samen met de twee proefpersonen in de kamer op te sluiten. Een van de onderzoekers trok onmiddellijk een pistool en doodde de commandant en de stomme proefpersoon door beiden in het hoofd te schieten, waarop de andere proefpersoon de kamer ontvluchtte. De doodsbange wetenschapper legde uit dat hij niet opgesloten wilde worden in een kamer met monsters die niet langer mensen genoemd konden worden. Terwijl hij zich wanhopig afvroeg wat er met de proefpersonen aan de hand was, glimlachte de laatste en zei dat hij zichzelf en de andere nu dode proefpersonen zag als het inherente kwaad dat in de menselijke geest zit, en door slaap wordt beteugeld. Na enkele seconden schoot de onderzoeker de laatste proefpersoon door het hart. Terwijl hij stervend op de grond lag, mompelde de proefpersoon zijn laatste woorden; "Dus...bijna...vrij...".

## Populariteit en ontvangst
Het Russian Sleep Experiment was na de eerste release erg populair. Het werd door sommigen beschouwd als het grootste en meest gedeelde creepypasta horrorverhaal aller tijden, en Josh Millican van Dread Central noemde het "een van de meest schokkende en invloedrijke urban legends van het internettijdperk". Veel van de online en offline discussie draait om de overtuiging van veel mensen dat het verhaal eerder feit is dan fictie, en veel artikelen proberen deze bewering daarom te ontkrachten.
De creepypasta wordt vaak gedeeld met daarbij een groteske afbeelding van een demoon, waarvan wordt gezegd dat hij een van de proefpersonen is. De afbeelding is eigenlijk een levensgrote animatronic Halloween-prop genaamd "Spazm".

## Literaire kritiek
In het hoofdstuk "Horror Memes and Digital Culture" van The Palgrave Handbook of Contemporary Gothic, schreef Tosha R. Taylor dat de creepypasta "de overgebleven politieke angsten weerspiegelt omdat het beweert een topgeheim experiment van Russische wetenschappers tijdens de Tweede Wereldoorlog te onthullen". Aleksandra Serwotka en Anna Stwora onderzochten "Russian Sleep Experiment" en andere creepypasta-verhalen en stelden dat in de meeste creepypasta's die zich richten op experimenten, wetenschappers voorkomen die "vaak op de een of andere manier gerelateerd zijn aan Nazi-Duitsland of Sovjet-Rusland".
Sonali Srivastav en Shikha Rai vergeleken het "Russian Sleep Experiment" met de miniserie Ghoul uit 2018 en beweerden dat de serie was geïnspireerd door de creepypasta.

## Aanpassingen
De populariteit van The Russian Sleep Experiment heeft in de loop der jaren tot verschillende verfilmingen geleid. Een roman geïnspireerd op het oorspronkelijke korte verhaal werd gepubliceerd in 2015, maar is nu uitverkocht.
Het toneelstuk 2019 Subject UH1317 - When Science Traces A Deadly Turn is gebaseerd op het korte verhaal.
Begin 2018 begon in Ierland de productie van een psychologische thriller gebaseerd op het korte verhaal, geregisseerd door John Farrelly. De film werd vervolgens in november 2022 uitgebracht.
In juli 2019 publiceerde horrorauteur Jeremy Bates The Sleep Experiment, een roman die nauw gebaseerd is op het oorspronkelijke korte verhaal.
Er zijn verschillende andere verfilmingen gemaakt, waaronder een film gebaseerd op het korte verhaal getiteld The Soviet Sleep Experiment, met Chris Kattan in de hoofdrol en Barry Andersson als regisseur. Het filmen voor de film vond plaats in Lakeville, Minnesota gedurende 2018.

## Verder lezen
- The Russian Sleep Experiment. Timothy Smith. 2015  – via imdb.com.
- The Russian Sleep Experiment. Framed Pictures. 18 March 2017  – via youtube.com.